# بارنهارت تاون (ایندیانا)
بارنهارت تاون (به انگلیسی: Barnhart Town) یک منطقهٔ مسکونی در ایالات متحده آمریکا است که در شهرستان ویگو، ایندیانا واقع شده‌است. بارنهارت تاون ۱۴۶ متر بالاتر از سطح دریا واقع شده‌است.